# Patrick Linstead
(Reginald) Patrick Linstead (28 août 1902, à Londres - 22 septembre 1966, à Londres) est un chimiste britannique .

## Biographie
Patrick Linstead est né le 28 août 1902 à Southgate, Londres, deuxième fils d'Edward Flatman Linstead, directeur de la publicité pour Burroughs Wellcome, et de Florence Evelyn Hester. Après l'enseignement primaire à Southgate, Linstead fréquente la City of London School de 11 à 17 ans, où le maître de sciences, George HJ Adlam, a une influence considérable sur lui. Il rejoint l'Imperial College en 1920 et obtient son diplôme trois ans plus tard avec les honneurs de première classe, avant de poursuivre un doctorat dans le groupe de Jocelyn Field Thorpe.
En 1929, Linstead est nommé démonstrateur à l'Impériale, puis chargé de cours. Au cours des dix années suivantes, il reçoit un DSc et trois médailles, et épouse également Aileen EER Abbott. En 1938, il est nommé professeur de chimie à l'université de Sheffield, mais l'année suivante sa femme décède à l'âge de 37 ans, donnant naissance à leur premier enfant, Hilary. Elle épouse Leon Max Stemler de Newcastle, Nouvelle-Galles du Sud à l'église Holy Trinity, South Kensington en 1962  et déménage en Australie avec son mari. 
Linstead Hall de l'Imperial College est nommé en son honneur . Il est nommé membre de la Royal Society en 1940. Il est également Commandeur de l'Ordre de l'Empire britannique (CBE) et est fait chevalier en 1959. Il est recteur de l'Imperial College de 1955 à 1966.
Il se remarie à Aberdare le 11 juillet 1942, avec Marjorie Walters, un DPhil du Somerville College, Oxford . Ils n'ont pas d'enfants. Lady Linstead est décédée à leur domicile de Blockley dans le Gloucestershire le 2 novembre 1987.
Sir Patrick Linstead est décédé le 22 septembre 1966 à l'hôpital St George, qui se trouve alors sur le site de l'actuel hôtel Lanesborough à Hyde Park Corner. Un service commémoratif a lieu le 25 octobre à Holy Trinity Brompton.